# Haemopis kingi
Haemopis kingi är en ringmaskart som beskrevs av Mathers 1954. Haemopis kingi ingår i släktet Haemopis och familjen Haemopidae. Inga underarter finns listade i Catalogue of Life.